# Dani Ribba
Daniel Oscar Ribba, más conocido como Dani Ribba, (Buenos Aires, 6 de agosto de 1999), es un cantante de Trap latino y rap argentino. Conocido por su etapa como freestyler, participó en competencias como El Quinto Escalón y FMS Argentina. Desarrolló un estilo particular en sus batallas de rap y protagonizó batallas virales en YouTube, logrando ser el vencedor en varias de ellas. Luego de sus primeras apariciones, su nombre comenzó a expandirse por toda la Argentina, con distintos eventos y títulos ganados.

## Biografía
Dani ya había tenido contacto temprano con el rap, a los 10 años, al escuchar a raperos como Eminem, que fue una de sus mayores influencias. En 2013 empezó a participar en batallas de rap en las plazas de su ciudad natal, Buenos Aires. Luego de sus primeras apariciones, su nombre comenzó a expandirse por toda la Argentina, con distintos eventos y títulos ganados. Pasando por una dupla con el rapero Mamba, donde se coronó por primera vez campeón del Quinto, hasta el último título, ya en el escenario, venciendo a Ecko en la final.
En 2016, Dani empezó a afianzarse en el circuito competitivo de freestyle del AMBA, mientras seguía compitiendo en El Quinto Escalón, teniendo batallas destacadas contra oponentes como RepliK, Trueno y MKS, entre otros. Durante este año de su parte se oyeron canciones como “BRINCØ” en colaboración con Kind. Ya siendo más conocido, empezó a presentarse a más competencias underground en Argentina, como Irlanda Freestyle y El Campito Free, entre otras.
En 2017, se hizo presente en más competiciones de rap, tanto underground como de escenario y tanto nacionales como internacionales. En noviembre, luego de la derrota ante Ecko, en la última edición del Quinto Escalón, Dani indicó en su Twitter que se retiraba de las batallas y despertó la incertidumbre en sus seguidores. Este año también sacó una de sus primeras canciones, llamada “21334”. Otros temas que lanzó el artista durante este año fueron “CLB” en colaboración con Aie y la canción “Niño Bien” en colaboración con Pezdios. Entre las canciones más destacadas de ese año, están “Andamos Flex” con las colaboraciones de Ecko y Sync, "Freya" con Sync, y “Malianteo Full” en colaboración con NicoLaFleur.
En 2018, Daniel Ribba logró clasificarse para la FMS Argentina, donde venció a freestylers como Cacha, Trueno, Replik y Stuart.
Durante noviembre de 2018, Nike festejó los 35 años del lanzamiento del modelo de zapatillas de baloncesto Air Force 1, realizando una serie de eventos en Buenos Aires. Se trató de una celebración de la cultura urbana que se llevó adelante cada fin de semana del mes y que incluyó competencias de todas las disciplinas que hacen a ese universo: rimas, hip-hop coreográfico, freestyle y básquet 3x3. El objetivo fue capturar la cultura callejera que inspiró la creación de este calzado.
En febrero de 2019, Dani anunció que se retiraba oficialmente de las competencias de rap estilo freestyle. El MC argentino dijo que tomó esta decisión para dedicarle más tiempo a su carrera musical. El 7 de noviembre de 2019 formó parte del ciclo del productor Bizarrap en "Bzrp Freestyle Sessions, Vol. 7". En marzo de 2020, participó nuevamente del ciclo haciendo: BZRP Music Session Vol. 24. Participó, durante 2019, junto con Lautaro Rodríguez, Homer el Mero Mero y Real Valessa en el rodaje del film Panash, estrenado finalmente el 7 de julio de 2022 y dirigido por el alemán Christoph Behl. El 20 de octubre de 2022 se produce el lanzamiento de su álbum debut, "La Melodía", que cuenta con la participación de otros destacados representantes del trap argentino como Duki, Trueno y Tiago PZK.

## Discografía

### Sencillos
| Año  | Título                          | Colaboración    |
| ---- | ------------------------------- | --------------- |
| 2016 | BRINCØ                          | Kind            |
| 2017 | CLB'                            | Aie             |
| 2017 | Niño Bien'                      | PezDios         |
| 2017 | 'Andamos Flex'                  | Ecko, Sync      |
| 2018 | Malianteo Full'                 | Nico LaFleur    |
| 2018 | 21334                           |                 |
| 2019 | Ubicación                       | Lucho SSJ       |
| 2019 | Freya                           |                 |
| 2019 | Glitter Freestyle               |                 |
| 2019 | 21334, Red Bull Session 2019    | Big Menú        |
| 2019 | Bzrp Freestyle Sessions, Vol. 7 | Bizarrap        |
| 2020 | Bzrp Music Sessions, Vol. 24    | Bizarrap        |
| 2020 | A Mi Lado                       |                 |
| 2021 | Detrás de lo Caro               |                 |
| 2021 | Solo Una Vez                    |                 |
| 2021 | Otra Noche                      |                 |
| 2021 | Cuando Me Ves                   | Tiago PZK       |
| 2022 | 'Dime                           | FMK, Lit Killah |
| 2022 | Normal                          | C.R.O           |
| 2022 | Lo Olvidaste                    | Duki            |
| 2022 | Mil Puertas                     |                 |
| 2022 | Amor de tu Vida                 | Luck Ra         |
| 2022 | No te necesito                  | Delaossa, KIDDO |
| 2023 | antes que sea tarde             |                 |
| 2023 | La Serenata                     | FMK             |

### Álbumes de estudio y EP
| Año  | Título     | Colaboración            |
| ---- | ---------- | ----------------------- |
| 2022 | La Melodía | Tiago PZK, Duki, Trueno |

## Filmografía
- 2022 - Panash